# Sarcosperma
Sarcosperma es un género con 18 especies de plantas  perteneciente a la familia de las sapotáceas. Es el único género de la subfamilia Sarcospermatoideae.

## Especies seleccionadas
- Sarcosperma affine
- Sarcosperma angustifolium
- Sarcosperma arboreum
- Sarcosperma breviracemosum
- Sarcosperma caudatum
- Sarcosperma griffithii
- Sarcosperma kachinense

## Sinónimos
- Peronia R.Br. ex Wall., Numer. List: 7543 (1832), nom. nud.
- Bracea King, J. Asiat. Soc. Bengal, Pt. 2, Nat. Hist. 38(2): 54 (1896).
- Apoia Merr., Philipp. J. Sci. 17: 605 (1921).[2]